# 1998年度壹電視大獎得獎名單
1998年度壹電視大獎得獎名單於1998年3月28日公佈。

## 十大電視節目
- 第一位：難兄難弟
- 第二位：刑事偵緝檔案III
- 第三位：真情
- 第四位：壹號皇庭V
- 第五位：大鬧廣昌隆
- 第六位：鑑證實錄
- 第七位：苗翠花
- 第八位：醉打金枝
- 第九位：美味天王
- 第十位：廉政追緝令

## 十大電視藝人
- 第一位：羅嘉良
- 第二位：關詠荷
- 第三位：歐陽震華
- 第四位：林家棟
- 第五位：陶大宇
- 第六位：郭可盈
- 第七位：陳慧珊
- 第八位：薛家燕
- 第九位：陳妙瑛
- 第十位：王　喜

## 其他獎項
- 好o搭糖藝人：郭可盈
- 好鬼正角色：羅嘉良（難兄難弟）
- 好順眼螢幕情侶：陶大宇、郭可盈（刑事偵緝檔案III）
- 好篤眼螢幕情侶：鄭子誠、馬蹄露（真情）
- 好難頂電視節目：97變色龍